# Pallacanestro Valdarno
La Polisportiva Alberto Galli è una società di pallacanestro femminile di San Giovanni Valdarno (provincia di Arezzo).
Ha preso il testimone della Associazione Dilettantistica Nuova Pallacanestro Valdarno. Gioca al PalaGalli di San Giovanni Valdarno.

## Storia
La Pallacanestro Valdarno vide per la prima volta la massima serie nel 1978-79, quando si classificò sesta nel Girone B della prima fase e sesta nella Poule Salvezza. Retrocessa, venne ripescata al posto della Giomo Treviso. Nel 1979-80 si ripeté la stagione dell'esordio: 7° nel Girone A e 7° nella Poule Salvezza; questa volta la retrocessione non è evitabile. Nel 1981-82 si classifica al quinto posto nel Girone B di Serie A2.
Nel 1998-99 è quinta nel Girone B di Serie A2. Rientra nella serie cadetta, dopo alcuni anni di B, nel 2004-05. Si classifica 11° nel Girone B nel 2005-06 e si salva ai play-out contro il Basket Alcamo (dopo il 12º posto nella stagione regolare) nel 2006-07.
Nel 2007 avvia un nuovo progetto con il Centro Sportivo Alberto Galli e la Synergy Basket Valdarno. Nel 2007-08 si classifica 16º nel girone B e retrocede in Serie B d'Eccellenza.
Dopo la retrocessione, il Centro Sportivo Alberto Galli ne prende il posto per la pallacanestro femminile. La società è affiliata alla FIP dal 1963.
Nel 2021-2022 è promossa in Serie A1.

## Cronistoria
| Cronistoria della Pallacanestro Valdarno |
| --- |
| - 1963 · il Centro Sportivo Alberto Galli si affilia alla FIP. - 1978-79 · 6ª nel Girone B di Serie A, 6ª nella Poule Salvezza, retrocessa in Serie B e poi ripescata. - 1979-80 · 7ª nel Girone B di Serie A, 7ª nella Poule Salvezza, retrocessa in Serie A2. - 1981-82 · 5ª nel Girone B di Serie A2. - 1995-1996 · Pallacanestro Valdarno, 1ª nel Girone A di Serie A2 d'Eccellenza, 3ª in Poule Promozione. - 1996-97 · nel Girone A di Serie A2 d'Eccellenza, 2ª nella Poule Salvezza. - 1997-98 · 4ª in Serie A2 d'Eccellenza, ammessa in Serie A2. - 1998-99 · 5ª nel Girone B di Serie A2. - 1999-00 · 13ª nel Girone A Serie A2, retrocessa in Serie B e poi ripescata. - 2000-01 · 14ª nel Girone A Serie A2, retrocessa in Serie B. - 2001-2004 · - 2004-05 · Nuova Pallacanestro Valdarno, 5ª nel Girone B di Serie A2. - 2005-06 · 11ª nel Girone Sud di Serie A2. - 2006-07 · 12ª nel Girone Sud di Serie A2, salva ai play-out. - 2007-08 · 16ª nel Girone Sud di Serie A2, retrocessa in Serie B d'Eccellenza. |